# Teloleuca bifasciata
Teloleuca bifasciata är en insektsart som först beskrevs av Thomson 1871.  Teloleuca bifasciata ingår i släktet Teloleuca och familjen strandskinnbaggar. Arten är reproducerande i Sverige. Inga underarter finns listade i Catalogue of Life.